# Thad Cochran
William Thad Cochran (Pontotoc, Misisipi, 7 de diciembre de 1937-Oxford, Misisipi, 30 de mayo de 2019) fue un político estadounidense. Miembro del Partido Republicano y senador por el estado de Misisipi desde 1978 hasta 2018. En abril de 2006, la revista Time lo seleccionó como uno de los diez mejores senadores de Estados Unidos, por su actuación respecto del huracán Katrina. En 2017, fue uno de los veintidós senadores que firmó una carta pidiéndole al presidente Donald Trump que sacara a Estados Unidos del Acuerdo de París, el cual buscaba reducir los efectos del cambio climático. Según la ONG Center for Responsive Politics, Cochran había recibido desde 2012 hasta entonces más de 290 000 dólares de grupos de interés de la industria del petróleo, del gas y del carbón.

## Otros sitios
- Senador Thad Cochran Archivado el 23 de febrero de 2011 en Wayback Machine.